# السی لوئی
السی لوئی (انگلیسی: Elcy Lui؛ زادهٔ ۱۹ ژوئن ۲۰۰۲) بازیکن فوتبال اهل ساموآی آمریکا است.
وی همچنین در تیم‌های ملی فوتبال American Samoa women's national under-17 football team و American Samoa women's national football team بازی کرده‌است.